# 飯尾之種
飯尾 之種（いいのお ゆきたね、応永30年（1423年）－文明5年5月20日（1473年6月15日））は、室町時代後期の室町幕府幕臣。飯尾為種の次男。左衛門大夫後に肥前守と称する。
長禄3年（1459年）に兄・為数が失脚したために家督を継承する。政所執事代や侍所開闔などを歴任し、20以上の寺社の担当奉行を兼ねた。寛正6年12月30日（1466年1月16日）に肥前守に任ぜられて内談衆に加えられ、寛正7年2月25日（1466年3月11日）には将軍足利義政が先祖の例であるとして飯尾邸を御成している。だが、文正元年（1466年）11月に伊勢貞親が文正の政変にて失脚したのに連座する形で失脚するが、翌応仁元年（1467年）2月には赦免される。ところが、6月に兄・為種が西軍内通の疑いで殺害された。応仁の乱の最中も幕府奉行人の中核として活躍した。文明5年5月20日に死去、甘露寺親長は死去の報を聞いて「奉行中穏便之者」と評価している。